# Estádio Municipal Vale do Romeiro
O Estádio Municipal Vale do Romeiro é um estádio de futebol localizado na cidade de Castelo Branco, tem capacidade para cerca de 2 500 espectadores sentados, e nele atua o Sport Benfica e Castelo Branco, o clube mais influente desta cidade.
O estádio está situado numa das entradas principais de acesso á cidade, perto da EN18 logo após a saída Norte com direção a Alcains.

## História

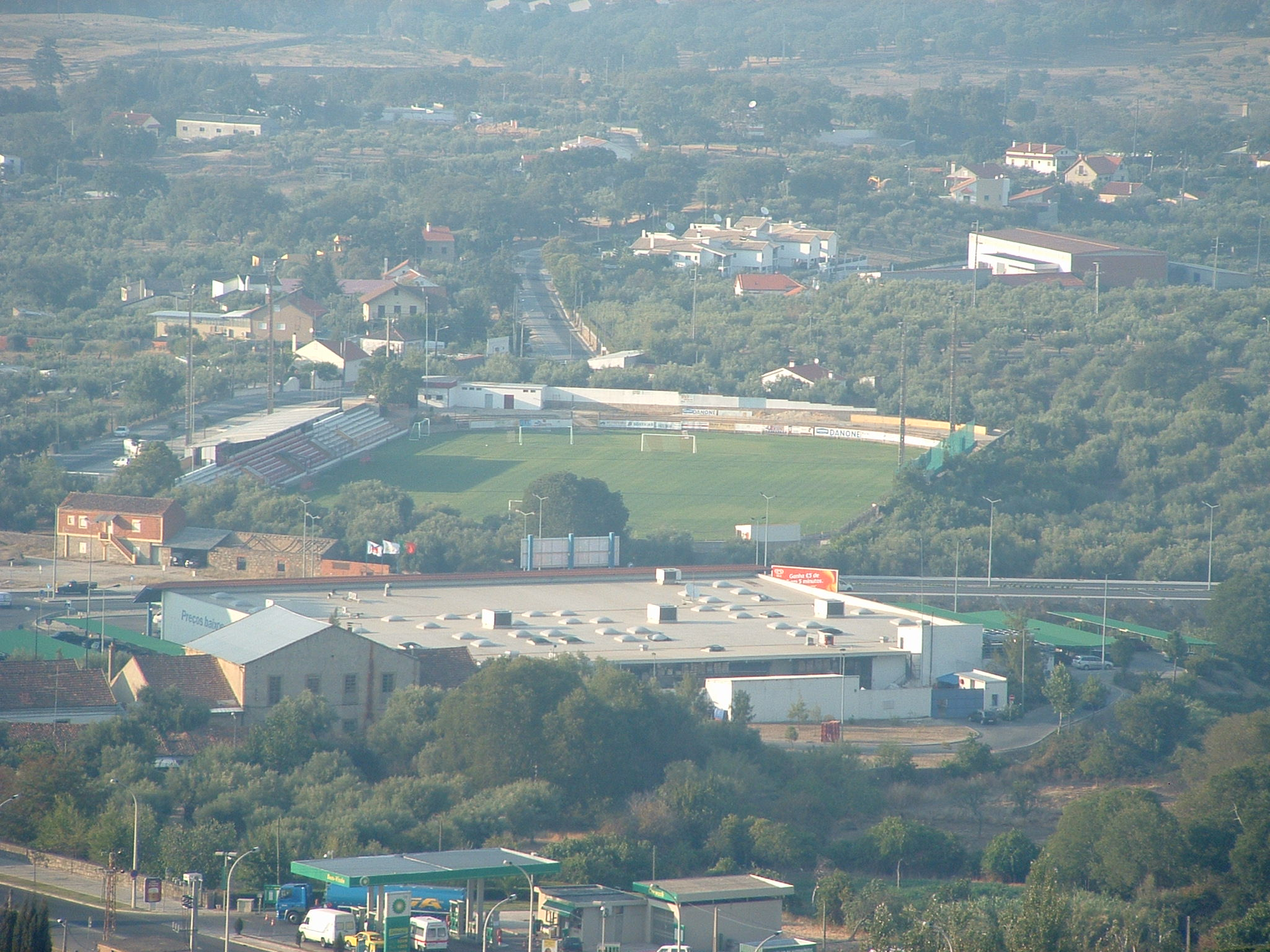
Vista aérea do estádio

O estádio foi inaugurado no dia 2 de Setembro de 1956, dia em que o recinto se engalanou para receber a festa de inauguração, que contou com a presença de diversas entidades oficiais e com um desfile de todas os clubes do distrito. O estádio estava totalmente lotado e o ponto alto ocorreu com a disputa de duas grandes partidas, em que se defrontaram no terreno, ainda em terra batida, Benfica e Castelo Branco e Sacavenense, e Sporting Clube da Covilhã e Sport Lisboa e Benfica.
O relvado do estádio surgiu já em finais dos anos 80, com inauguração no dia 12 de Novembro de 1989, em que se defrontaram a equipa principal do Futebol Clube do Porto e a equipa da casa, o Benfica e Castelo Branco, jogo em que o Vale do Romeiro atingiu a sua lotação máxima, na altura de cerca de 12 mil lugares maioritariamente em pé.
O estádio é também muito utilizado pelas equipas dos escalões mais jovens da Seleção Nacional de Portugal.